# بيل غيرتز
بيل غيرتز (بالإنجليزية: Bill Gertz)‏ هو مراسل ميداني وكاتب العمود وصحفي أمريكي، ولد في 28 مارس 1952 في لونغ آيلند في الولايات المتحدة.

## وصلات خارجية
- بيل غيرتز على موقع IMDb (الإنجليزية)
- بيل غيرتز على موقع إن إن دي بي (الإنجليزية)